# Wanhatti
Wanhatti (aunque se pronuncia Wan Hatti) es un ressort y una villa en el distrito de Marowijne en Surinam. El mismo se encuentra ubicada al este de Paramaribo a orillas del río Cottica el cual fluye desde la selva amazónica hacia el mar Caribe.
El ressort de Wanhatti se encuentra en el noreste de Surinam en proximidades del ressort de Galibi, al sureste del de Moengo Tapoe y al suroeste del de Moengo.
Según el censo del año 2004 la villa de Wanhatti contaba con 351 habitantes.